# Auditorium Building
El Auditorium Building es un edificio de la ciudad de Chicago, Estados Unidos. Fue proyectado por Adler & Sullivan, el estudio de arquitectura de Dankmar Adler y Louis Sullivan, y su construcción terminó en 1889. Fue hasta 1892 el más alto de la ciudad.
Se encuentra en la esquina noroeste de South Michigan Avenue y Congress Street (actualmente Congress Parkway). Fue incluido en el Registro Nacional de Lugares Históricos el 17 de abril de 1970 y fue declarado Hito Histórico Nacional en 1975.
Desde 1947, el Auditorium Building ha sido la sede de la Universidad Roosevelt. El Teatro de Auditorio es parte de la Auditorium Building y se encuentra situado en East Congress Parkway número 50. Fue la primera sede de la Chicago Civic Opera y de la Orquesta Sinfónica de Chicago. En la actualidad acoge las actuaciones de la temporada del Joffrey Ballet.

## Sucesión
| Predecesor: Home Insurance Building | Edificio más alto de Chicago 1889 - 1892 | Sucesor: Masonic Temple |

- Datos: Q546009
- Multimedia: Auditorium Building, Chicago / Q546009